# Trouble in Shangri-La
Trouble in Shangri-La è il sesto album discografico in studio da solista della cantante statunitense Stevie Nicks (già vocalist dei Fleetwood Mac), uscito nel 2001.

## Tracce
1. Trouble in Shangri-La – 4:50 (Nicks)
2. Candlebright – 4:41 (Nicks)
3. Sorcerer – 4:55 (Nicks)
4. Planets of the Universe – 4:46 (Nicks)
5. Every Day – 3:36 (John Shanks/Damon Johnson)
6. Too Far from Texas (Duet with Natalie Maines) – 3:48 (Steve Booker/Sandy Stewart)
7. That Made Me Stronger – 4:19 (Nicks/Scott F. Crago/Timothy Drury)
8. It's Only Love – 3:31 (Nicks, Sheryl Crow)
9. Love Changes – 4:23 (Nicks)
10. I Miss You – 4:15 (Nicks/Rick Nowels)
11. Bombay Sapphires – 4:05 (Nicks)
12. Fall from Grace – 4:31 (Nicks)
13. Love Is – 4:30 (Nicks)